# Ardisia nigrescens
Ardisia nigrescens är en viveväxtart som beskrevs av Oerst.. Ardisia nigrescens ingår i släktet Ardisia och familjen viveväxter. Inga underarter finns listade i Catalogue of Life.